# Mont Blanc (Süßspeise)

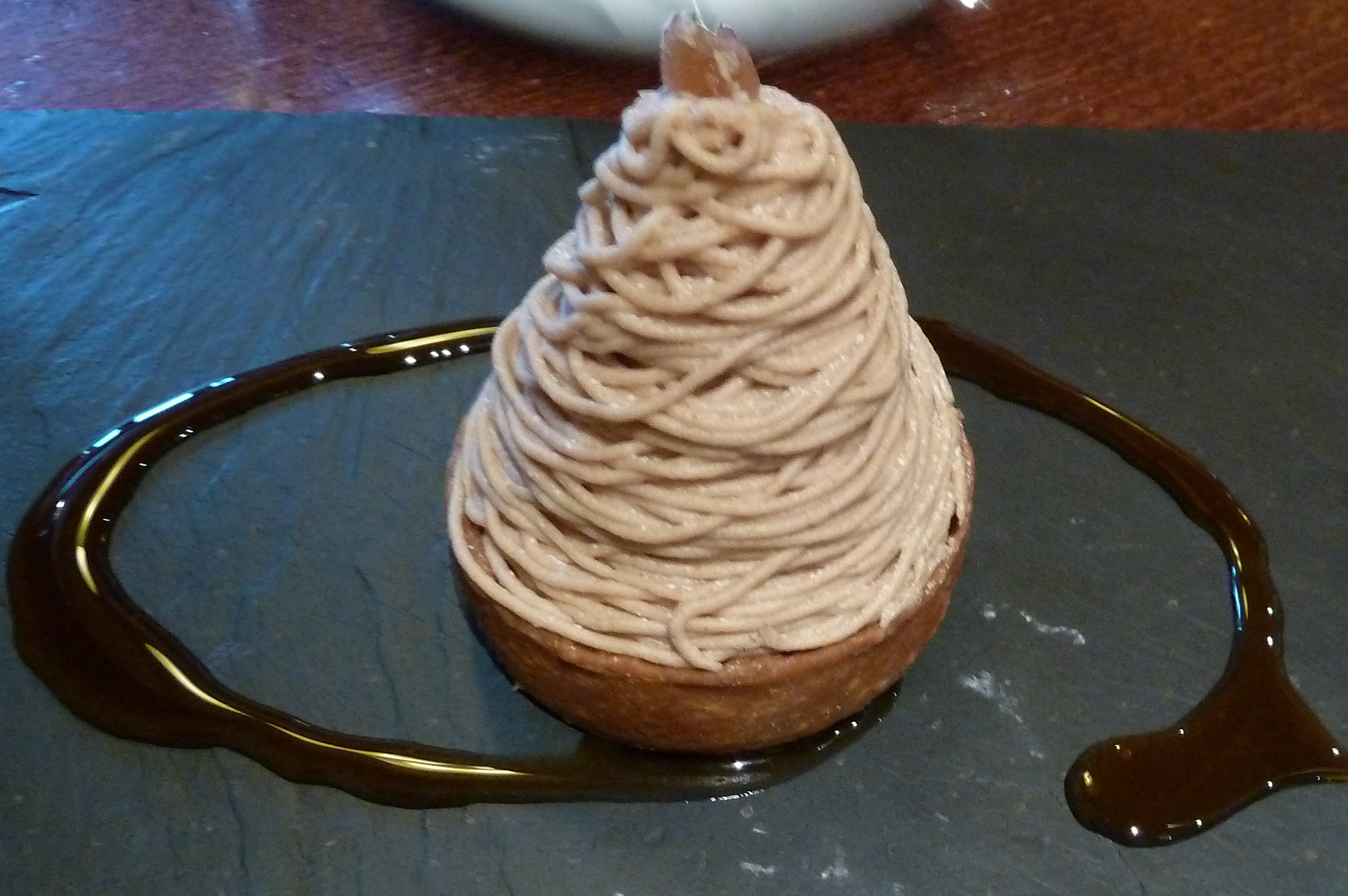
Mont Blanc

Mont Blanc ist ein klassisches französisches, nach dem gleichnamigen Berg zwischen Frankreich und Italien benanntes Dessert. 
Zur Zubereitung werden Maronen geschält und gekocht, bis sie weich sind, püriert, gezuckert und Schlagsahne untergehoben. Die Masse wird kegelförmig auf einen Teller gesetzt und oben mit Schlagsahne bedeckt, so dass sie an einen Berg mit schneebedeckter Kuppe erinnert. In einigen Rezepten wird die Masse noch durch Schokolade ergänzt oder auf einen Boden aus süßem Teig gesetzt.